# Герб Шилки
Герб города Шилка — административного центра  Шилкинского района Забайкальского края Российской Федерации.
Герб утверждён Решением № 52 Шилкинского районного Собрания депутатов Читинской области 17 апреля 2001 года.
Герб внесён в Государственный геральдический регистр Российской Федерации под регистрационным номером 745.

## Описание герба
«В зелёном поле золотой столб, обременённый в главе чёрной головой косули, внизу поверх всего две серебряные сабли накрест рукоятями вверх и под ними два серебряных ключа также накрест, соединённые наподобие решетки». 

## Описание символики
Золотой (жёлтый) столб в гербе показывает, что город основан казаками, желтый цвет — цвет забайкальского казачества. В 1653 году под командой Максима Уразова, заложен Нелюдский острог, по названию тунгусского рода, кочевавшего в тех местах.
Зелёный цвет — вбирает в себя несколько символов; надежду, изобилие, свободу. Символизирует собой железнодорожную магистраль, очередную историческую веху в освоении земель района и открытием станции Шилка в 1897—1900 годах.
Центральный элемент герба, его главный символ — «Гуран», самец косули, на момент первых поселений широко распространенная особь на территориях района (в его сегодняшних границах). По аналогу, «Гуранами» именуют выходцев от смешения русских с коренными народностями, — эвенками, тунгусами и бурятами, кочевавшими по окрестностям рек Шилка, Ингода и Онон. Символизирует собой упорство, свободолюбие, гордость.
Две пересеченные сабли с направленными клинками вниз — символизирующие героическое прошлое населения, истоки казачества и означают употребление их в оборонительных целях.
Два пересеченных серебряных ключа, символизирующие одновременно открытие новых земель, недр и предстоящих открытий.
Чёрный цвет в геральдике символизирует благоразумие, мудрость, скромность, честность и вечность бытия.
Серебро в геральдике символизирует также чистоту, мудрость, благородство, совершенство, мир.
В гербе муниципального образования «Шилкинский район» языком геральдических символов гармонично отражены история, природные особенности и богатства, а также основной профиль деятельности местного населения.

## История герба
В советский период выходили сувенирные значки с изображением геральдической эмблемы города Шилки, официально не утверждённой.
На одной из них было изображено: «В голубом поле опрокинутый вилообразный крест в виде железнодорожной линии. В первой части стоящий на зелёной горе олень; во второй — железнодорожный знак; в третьей — самолёт на постаменте». (автор А.Жулай)
На втором гербовидном сувенирном значке были изображены локомотив, рельсы, горы, рыба.
17 марта 2000 года Решение Шилкинского районного Собрания депутатов Читинской области № 52 был утверждён общий герб города Шилка и Шилкинского района.
Герб разработан при содействии Союза геральдистов России.
Авторы герба: идея герба — Александр Лоскутников (Шилка); геральдическая доработка — Константин Моченов (Химки); компьютерный дизайн — Сергей Исаев (Москва).